# ういんどみる
ういんどみる (Windmill) は、有限会社アレス (ARES) のアダルトゲームブランドである。なお、ブランド名の「い」は大文字であり、小文字を使用した「うぃんどみる」は誤記である。
有限会社アレスは2001年に同人ゲームサークルの「うさぎ倶楽部」のメンバーを中心に設立され、同年ブランドFishCafeより『ただいま修行中!』を製作している。その後2002年にういんどみるを、2006年にういんどみるOasisを、2020年にういんどみるCOSMOSを設け現在に至る。

## 特徴
一般的には表情以外の動きが少ない立ち絵を、劇中でのキャラクターの行動を再現する形で動き回らせ、飛び跳ねる、おじぎする、転ぶ、目を回すなどの多彩な表現による演出が特徴。また、萌えと濃厚な性的描写を両立させた、いわゆる「萌えエロ」な作風で知られる。2005年に発売された「はぴねす!」の大ヒットにより、萌えゲーマーの間で確固たる知名度を築いた。2008年にはういんどみるで使用しているゲームエンジンCatSystem2を公開した。
マスコットキャラクターはまんじゅう。ういんどみるがコミックマーケットに出展したときに、まんじゅうクッションなどのグッズが発売されたほどの人気がある。

## ういんどみる
2002年から2005年までは全作品がこのブランドからリリースされていたが、後述する「ういんどみるOasis」設立後は、主にこ〜ちゃ以外の原画家による作品をリリースしている。

### 作品一覧
- 2002年6月21日 - 結い橋（『結い橋詰めちゃいました! P・R・O』にオリジナル版とリニューアル版を収録）
- 2003年3月28日 - 結い橋詰めちゃいました! P・R・O（内『結い橋 renewal』を『結い橋R』として2006年7月28日再発売、同年12月8日にダウンロード販売開始）
- 2004年2月27日 - くれいどるそんぐ 〜昨日に奏でる明日の唄〜（2006年7月28日再発売、同年12月22日にダウンロード販売開始）
- 2004年11月26日 - 魔法とHのカンケイ。（ダウンロード販売にて2006年12月15日に再発売）
- 2005年8月26日 - ちょっと素直にどんぶり感情[4]（ダウンロード販売にて2006年12月29日に再発売）
- 2005年10月21日 - はぴねす!
- 2007年10月26日 - ツナガル★バングル
- 2008年7月18日 - ツナバン♥らぶみくす
- 2010年4月29日 - 色に出でにけり わが恋は
- 2011年6月24日 - Hyper→Highspeed→Genius
- 2012年5月25日 - 神がかりクロスハート!
- 2013年11月29日 - HHG 女神の終焉
- 2015年10月30日 - アンラッキーリバース
- 2016年12月22日 - 初恋サンカイメ
- 2018年5月25日 - 約束の夏、まほろばの夢

## ういんどみるOasis
ういんどみるOasis（ういんどみるおあしす）は、『はぴねす! りらっくす』発売に伴って、ういんどみるが立ち上げた新ブランドである。はぴねす! りらっくすはOasis名義の1stタイトルという位置づけになる。結い橋のキャラクターデザインを行ったこ〜ちゃが中心人物となっている。
名前の由来は、こ〜ちゃが手がけた作品にしばしば登場するカフェテリア（『くれいどるそんぐ』では酒場）「Oasis」であると見られる。また、2006年冬コミでは「『Oasis』という名称が好きだから」と話している。

### 作品一覧
- 2006年7月28日 - はぴねす! りらっくす
  - 2008年10月24日 - はぴねす!×はぴねす! りらっくす SPECIAL BOX
- 2009年1月30日 - 祝福のカンパネラ -la campanella della benedizione-
- 2010年10月29日 - 祝祭のカンパネラ！ -la campanella di festività-
- 2012年11月30日 - ウィッチズガーデン
- 2014年5月30日 - はぴねす! えもーしょん
- 2014年11月28日 - 春風センセーション!
- 2016年4月28日 - ウィザーズコンプレックス
- 2019年2月22日 - はぴねす!2 Sakura Celebration
- 2020年4月24日 - はぴねす!2 りらっくす
- 2021年6月25日 - 祝福のカンパネラ Plus Stories
- 2021年7月30日 - 悠久のカンパネラ[5]

## ういんどみるCOSMOS
ういんどみるCOSMOS（ういんどみるこすもす）は、『一途な(処女→)彼女と恋したい』発売に伴って、ういんどみるが立ち上げた新ブランドである。未経験（つまり処女）の女の子がエッチにのめり込んでいくエロゲをコンセプトにしている。
「COSMOS」はプロデューサーの服部が好きな花であり、宇宙や秩序という意味も含むところから、これからの展開への希望が込められている。
- 2020年12月25日 - 一途な(処女→)彼女と恋したい[8]
- 2022年5月27日 - 一途な(処女→)彼女と恋したい ver.広橋るな[9]

## Cuteuphoria
Cuteuphoria（きゅーふぉりあ）は、『ドラ・コンカフェ』発売に伴って、ういんどみるが立ち上げた新ブランドである。ブランド名はCute（可愛い）とEuphoria（多幸感・幸福感）を組み合わせた造語。「ういんどみる」の名を冠していないのは「心機一転」の気持ちと覚悟が込められているため。
- 2024年11月29日 - ドラ・コンカフェ
- 2025年11月28日 - ドラ・コンカフェ2

## その他
ARES（あれす）は、Steam専売でういんどみる作品のCGを使用したゲームを発売している。

### 作品一覧
- 2017年12月26日 - Happiness Drops!
- 2018年3月24日 - Moe Jigsaw

## スタッフ

### 現在のスタッフ
- ちゃとら（企画、シナリオ、元プログラム、元広報担当。発足当時より在籍。2010年1月より代表）
- 背景刑事（背景CG担当。発足当時より在籍）
- 咲(saku)（広報担当。結い橋詰めちゃいました! P・R・Oより参加）
- クロシン（プログラム担当）

### 過去在籍していたスタッフ
- 雨之幸永（シナリオ担当。元Leaf。結い橋、結い橋詰めちゃいました! P・R・Oに参加）
- あごバリア（企画・シナリオ担当。元BasiL。結い橋詰めちゃいました! P・R・O、くれいどるそんぐに携わった後Navelに移籍）
- いこもといさや（演出・スクリプト担当、祝福のカンパネラを最後に退社）
- セロリ（シナリオ・スクリプト担当。はぴねす! より参加、祝福のカンパネラを最後に退社）
- 犬洞あん（原画担当。ツナガル★バングルより参加、祝福のカンパネラを最後に退社）
- なきうさ（前代表・原画等担当。以前は「啼兎」「啼兎☆」(読みは「こと」)名義。発足当時より在籍。祝福のカンパネラを最後に2009年末退社）
- サイトウケンジ（シナリオ担当。元feng。祝福のカンパネラ、色に出でにけりわが恋は、祝祭のカンパネラ！Hyper→Highspeed→Genius、HHG　女神の終焉に参加。退社後EX‐ONE代表に）
- DJ（CG彩色担当）
- ある（CG彩色担当）
- 涼月（CG彩色担当）
- 池々雅人（背景CG担当）
- 麒麟（スクリプト担当）
- C.A.D（スクリプト担当）
- 古金廻遊（CG彩色担当。）
- こ〜ちゃ（企画・原画担当。発足当時より在籍）[11]

## インターネットラジオ
- はぴねす!瑞穂坂学園校内放送（音泉、メディファクラジオ：2006年9月15日 - 2007年3月9日）
- ういんどみるPresents はぴねす!情報局（音泉：2007年4月6日 - 8月10日）
- 祝福のカンパネらじお（HOBiRECORDS、音泉：2008年10月8日 - 2009年3月25日）
- ラジオ「祝福のカンパネラ」〜クランOasisへようこそ!〜（ランティスウェブラジオ、音泉：2010年7月1日 - 10月7日）
- ういんどみるPresents ウィッチズガーデンのラジオです。（ういんどみるHP：2012年7月10日 - 2013年？）

## ライブ

### Windmill Live 2016
ブランド設立15周年を記念して、2016年6月11日に品川プリンス ステラボールでブランド初となるライブ『Windmill Live 2016』が開催された。

## その他
- 『Colorful PUREGIRL』誌上で「結い橋でPON!」（ゆいぽん）、「くれそんでPON!」と題し、エッチシチュエーションコンテストが開催された。読者から募集したシチュエーションの中からスタッフが選考し、ゲームに反映されるという企画である。採用者には賞品として当該作品のゲームソフトが贈られ、エンディングにもクレジットされている。『Colorful PUREGIRL』の休刊に伴い、『魔法とHのカンケイ。』以降は実施されていない[14]。
- 『ツナガル★バングル』にてSD原画家として声優の成瀬未亜を起用したことで話題となった。ういんどみるブログ等にも参加しているが、正式スタッフではなく外注であるとのこと。[15]以降の作品にも参加している。